# Emilio Cruz
Emilio Cruz Roldán (Madrid), España, 24 de enero de 1951) es un empresario español que durante un tiempo ejerció como entrenador de fútbol, dirigiendo entre otros clubes, al Atlético de Madrid en Primera División.

## Trayectoria
La carrera deportiva de Emilio Cruz en los banquillos se inicia en 1985, cuando comienza a dirigir a la Gimnástica Segoviana en el Grupo VII de Tercera División. Posteriormente entrenó al Atlético Tomelloso.
En 1988 se incorpora a la estructura del Atlético de Madrid como entrenador del Atlético Madrileño, y como ayudante de Javier Clemente en la temporada 1989/90. 
Esa misma temporada dirigió, en Primera División, al Rayo Vallecano y más tarde al CD Toledo, antes de volver a dirigir al filial rojiblanco en la temporada 1992/93.
En noviembre de 1993, tras destituir a Cacho Heredia, Jesús Gil lo sitúa en el banquillo del primer equipo del Atlético de Madrid, permaneciendo como entrenador rojiblanco ocho jornadas, siendo sustituido finalmente por José Luis Romero.
Continuará su andadura en años sucesivos como entrenador del Getafe CF, nuevamente el CD Toledo, el Levante UD, el CD Ourense y el Cádiz CF.
Dedicado más tarde al mundo de la empresa, en la actualidad no ejerce como entrenador.

## Clubes
| Club                 | País   | Años      |
| -------------------- | ------ | --------- |
| Gimnástica Segoviana | España | 1985-1986 |
| Atlético Tomelloso   | España | 1986-1988 |
| Atlético Madrileño   | España | 1988-1989 |
| Rayo Vallecano       | España | 1989-1990 |
| CD Toledo            | España | 1990-1992 |
| Atlético Madrileño   | España | 1992-1993 |
| Atlético de Madrid   | España | 1993      |
| Getafe CF            | España | 1994-1995 |
| CD Toledo            | España | 1996-1997 |
| Levante UD           | España | 1997-1998 |
| CD Ourense           | España | 1998-1999 |
| Cádiz CF             | España | 2000      |